# 瓮堂
瓮堂，位于中国江苏省南京市秦淮区中华门外悦来巷2号，建于明初，原为大报恩寺浴堂，是中国现存最古老的澡堂。2014年停业整修。
高3.2米，内径4.5米，砖砌，顶有天窗。